# Haşim Baykara
Haşim Baykara (ur. 1 marca 1986) – turecki zapaśnik walczący w stylu klasycznym. Mistrz śródziemnomorski w 2012 roku.